# Sínfise

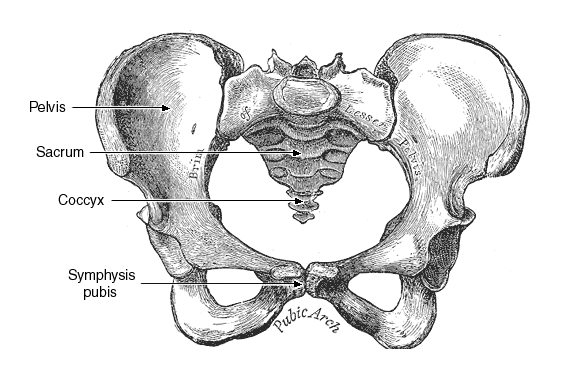
A elasticidade da sínfise púbica é importante durante o parto.

Uma sínfise é um tipo de articulação permanente, do tipo anfiartrose, em que a cartilagem fibrosa une dois ossos e permite pouca movimentação. As superfícies adjacentes são unidas por cartilagem do tipo fibrosa (fibrocartilagem). Não contem membrana sinovial.
Localizam-se no plano sagital mediano.
As sínfises do corpo humano são:
- Discos intervertebrais (entre vértebras);
- Sínfise púbica (entre os púbis no osso da cintura pélvica);
- Sínfise manúbrio-esternal (entre o manúbrio e o corpo do esterno);
- Sínfise xifoesternal;
- Sínfise sacrococcígea (entre o sacro e o cóccix);
- Sínfise Mentoniana (entre as duas hemipartes da mandíbula)..
- Sínfise sacro-vertebral propriamente dita (entre L5 e a base do sacro)

Permitem pouco movimento e tem pouca elasticidade, porém são resistentes, estáveis e permitem certa flexibilidade.